# 2-й армейский корпус (Российская империя)
2-й армейский корпус — общевойсковое оперативное соединение (армейский корпус) Русской императорской армии. Сформирован 19 февраля 1877 года в составе 25-й, 26-й, 27-й пехотных дивизий и 2-й кавалерийской дивизии. Штаб-квартира — Гродно.

## Состав
До начала войны входил в Виленский военный округ. Состав на 18.07.1914:
- 26-я пехотная дивизия
- 43-я пехотная дивизия
- 2-я кавалерийская дивизия
- 2-й мортирно-артиллерийский дивизион
- 4-й сапёрный батальон
- 3-й понтонный батальон

## Подчинение корпуса во время Первой мировой войны
- 2.08.-10.10.1914 г. - во 2-й армии
- 15.11.1914-7.01.1915 гг. - в 1-й армии
- 17.02.-18.10.1915 г. - в 10-й армии
- 1.11.1915-22.10.1916 гг. - в 7-й армии
- 22.10.1916-16.07.1917 гг. - в 9-й армии

## Командование корпуса

### Командиры корпуса
- 19.02.1877 — 07.01.1878 — генерал-лейтенант Самсонов, Гавриил Петрович
- 22.04.1878 — 23.09.1884 — генерал-лейтенант Никитин, Александр Павлович
- 23.09.1884 — 28.10.1892[1] — генерал-лейтенант (С 30.08.1890 генерал от кавалерии) барон Дризен, Александр Фёдорович
- 18.11.1892 — 01.01.1898 — генерал-лейтенант Максимович, Василий Николаевич
- 01.01.1898 — 01.03.1903 — генерал-лейтенант (с 06.12.1899 генерал от инфантерии) князь Щербатов, Александр Петрович
- 12.03.1903 — 30.12.1906 — генерал-лейтенант (с 06.12.1906 генерал от инфантерии) Поволоцкий, Иван Максимович
- 02.01.1907 — 25.01.1907 — генерал-лейтенант Кондратович, Киприан Антонович
- 30.01.1907 — 24.06.1908 — генерал-лейтенант (с 13.04.1908 генерал от инфантерии) Андреев, Михаил Семёнович
- 24.06.1908 — 24.04.1912[2] — генерал-лейтенант Адлерберг, Александр Александрович
- 15.05.1912 — 23.08.1914 — генерал-лейтенант (с 06.12.1913 генерал от кавалерии) Шейдеман, Сергей Михайлович
- 30.08.1914 — 14.01.1915 — генерал от инфантерии Чурин, Алексей Евграфович
- 08.06.1915 — 30.05.1917 — генерал-лейтенант (с 06.12.1914 генерал от инфантерии) Флуг, Василий Егорович
- 24.06.1917 — 14.08.1917 — генерал-лейтенант Тихонравов, Константин Иванович
- 25.08.1917 — хх.хх.хххх — генерал-лейтенант Станкевич, Сильвестр Львович
- 01.10.1917 — хх.хх.хххх - генерал-майор Козлов Владимир Аполлонович

### Начальники штаба корпуса
- 21.04.1877 — 07.02.1880 — генерал-майор Миркович, Александр Фёдорович
- 07.02.1880 — 30.08.1881 — генерал-майор Бунаков, Василий Александрович
- 06.09.1881 — 07.10.1884 — генерал-майор Паренсов, Пётр Дмитриевич
- 25.10.1884 — 11.03.1892 — генерал-майор Маслов, Игнатий Петрович
- 16.03.1892 — 05.01.1898 — генерал-майор Лавров, Николай Нилович
- 29.01.1898 — 20.01.1903 — генерал-майор Гершельман, Сергей Константинович
- 20.01.1903 — 30.10.1904 — генерал-майор Зметнов, Георгий Александрович
- 14.01.1905 — 04.09.1911 — генерал-майор князь Бегильдеев, Константин Сергеевич
- 10.11.1911 — 22.12.1914 — генерал-майор фон Колен, Константин Константинович
- хх.12.1914 — 10.11.1915 — генерал-майор Дубинин, Роман Иванович
- 10.11.1915 — 01.11.1916 — генерал-майор Гиссер, Георгий Георгиевич
- 01.11.1916 — 13.04.1917 — генерал-майор Борк, Константин Константинович
- 17.04.1917 — 27.08.1917 — полковник (с 05.05.1917 генерал-майор) Семёнов, Николай Григорьевич
- 10.09.1917 — хх.хх.хххх — полковник (с 21.11.1917 генерал-майор) фон Штакельберг, Карл Рудольфович

### Начальники артиллерии корпуса
В 1910 году должность начальника артиллерии корпуса была заменена должностью инспектора артиллерии, и 24.07.1910 последний начальник артиллерии корпуса А. В. Сергеев был назначен инспектором артиллерии корпуса.
Должность начальника / инспектора артиллерии корпуса соответствовала чину генерал-лейтенанта. Лица, назначаемые на этот пост в чине генерал-майора, являлись исправляющими должность и утверждались в ней одновременно с производством в генерал-лейтенанты
- 19.03.1877 — 03.06.1882 — генерал-майор (с 30.08.1880 генерал-лейтенант) Шпадиер, Василий Иванович
- 20.08.1882 — хх.04.1887 — генерал-лейтенант Евреинов, Николай Данилович
- 02.05.1887 — 09.12.1888 — генерал-майор (с 30.08.1887 генерал-лейтенант) Латур-де-Бернгард, Владимир Андреевич
- 09.12.1888 — 04.07.1892 — генерал-майор (с 30.08.1889 генерал-лейтенант) Агафонов, Пётр Петрович
- 13.07.1892 — 23.06.1896[3] — генерал-майор (с 30.08.1892 генерал-лейтенант) Волоцкой, Павел Львович
- 09.08.1896 — 19.01.1898 — генерал-майор Топорнин, Дмитрий Андреевич
- 19.01.1898 — 30.01.1900 — генерал-лейтенант Савримович, Антон Осипович
- 17.02.1900 — 16.03.1901 — генерал-майор Амосов, Владимир Иванович
- 09.04.1901 — 07.12.1905 — генерал-майор (с 06.12.1903 генерал-лейтенант) Гольмдорф, Николай Густавович
- 24.12.1905 — 12.04.1907 — генерал-майор Соболевский, Степан Иванович
- 12.05.1907 — 30.08.1908 — генерал-майор (с 30.07.1907 генерал-лейтенант) Лесеневич, Николай Михайлович
- 03.10.1908 — 13.06.1914 — генерал-лейтенант Сергеев, Александр Васильевич
- 13.06.1914 — 11.03.1917 — генерал-майор (с 28.02.1915 генерал-лейтенант) Тихонравов, Константин Иванович
- 17.03.1917 — хх.хх.хххх — генерал-майор Симонов, Леонид Яковлевич

### Корпусные интенданты
Должность корпусного интенданта соответствовала чину полковника. Лица, имевшие при назначении более низкий чин, являлись исправляющими должность и утверждались в ней при производстве в полковники
- 23.01.1896 — 17.02.1898 — подполковник (с 06.12.1897 полковник) Ланг, Виктор Иванович
- 05.01.1899 — после 01.11.1906 — подполковник (с 01.01.1901 полковник) Григорьев, Александр Васильевич
- 21.05.1907 — 29.01.1910 — полковник Иванов, Александр Георгиевич
- 29.01.1910 — 01.09.1913 — генерал-майор Штернберг, Эмилий Карлович